# Pierre Couronne
Pierre Couronne (ur. 9 lipca 1928, zm. 6 marca 2013 w Banne) – francuski artysta malarz, rysownik. 
Od 1946 związany z Paryżem, uczęszczał do Académie de la Grande Chaumière i Académie Julian. Pod koniec lat 70, wrócił do Cévennes i zaczął malować pejzaże oraz martwą naturę, m.in. La bouteille de vin (Butelka wina). W 1979 otrzymał dyplom Arts et Lettres. Regularnie wystawiał swoje dzieła od 1975 w Paryżu, Alès, Biarritz, Strasbourg, Toulon, Aix, w Monte Carlo, Marseille i Arles. W Polsce znany z dwunastoczęściowej serii dla dzieci Króliczki. 

## SeriaKróliczki... (Les lapinos...)
W Polsce zostało wydanych 12 części:
- Króliczki na basenie[1] (Les lapinos à la piscine)
- Króliczki na statku[2] (Les lapinos prennent le bateau)
- Króliczki na wsi[3] (Les lapinos à la campagne)[4]
- Króliczki na wycieczce[5] (Les lapinos en pique-nique)
- Króliczki na zimowisku[6] (Les lapinos aux sports d'hiver)
- Króliczki nad morzem[7] (Les lapinos au bord de la mer)
- Króliczki w domu[8] (Les lapinos à la maison)
- Króliczki w górach[9] (Les lapinos à la montagne)
- Króliczki w pociągu[10] (Les lapinos prennent le train)
- Króliczki w samolocie[11] (Les lapinos en avion)
- Króliczki w szkole[12] (Les lapinos à l'école)
- Króliczki w wesołym miasteczku[13] (Les lapinos à la fête foraine)

W Polsce nie ukazały się dwie części z serii o Króliczkach. Są to:
- Króliczki na rybach (Les Lapinos à la pêche)
- Króliczki w cyrku (Les lapinos au cirque)